# Broughtonia ortgiesiana
Broughtonia ortgiesiana là một loài thực vật có hoa trong họ Lan. Loài này được (Rchb.f.) Dressler mô tả khoa học đầu tiên năm 1966.